# 新井明 (英文学者)
新井 明（あらい あきら、1932年1月17日- 2023年10月9日）は、日本の英文学者、日本女子大学名誉教授。
ジョン・ミルトンが専門で、聖書も研究した。

## 来歴
茨城県水戸市生まれ。1954年東京教育大学英文科卒。アマースト大学卒、東京教育大学大学院修士課程修了、ミシガン大学修士。1961年、名古屋大学講師、のち助教授。1968年、東京教育大学助教授。1972年、「ミルトン研究 ヒロイズム観の展開」で東京教育大学文学博士。1977年、大妻女子大学教授。1981年、日本女子大学教授、2000年退任、名誉教授。敬和学園大学学長。2009年退任。
2023年10月9日午前に老衰のため藤沢市の老人ホームで死去。91歳没。葬儀は2023年10月14日実施。

## 著書
- 『ミルトン論考』中教出版、1979
- 『ミルトンの世界 叙事詩性の軌跡』研究社出版、1980
- 『講座・イギリス文学作品論 オルダス・ハックスリー』著訳 英潮社新社、1983
- 『英詩鑑賞入門』研究社出版、英語・英米文学入門シリーズ　1986
- 『ミルトンとその周辺』彩流社、1995
- 『ミルトン』清水書院、Century books 人と思想  1997
- 『湘南雑記 一英学徒の随想』リーベル出版、2001
- 『ひとつ井戸のもとで』シャローム図書、2006
- 『世田谷の森』開成出版、2012

### 共編
- 『信仰と理性 ケンブリッジ・プラトン学派研究序説』鎌井敏和共編 御茶の水書房、1988
- 『ギリシア神話と英米文化』丹羽隆子、新倉俊一共編 大修館書店、1991
- 『ミルトンとその光芒 英文学論集』金星堂、1992
- 『新しいイヴたちの視線 英文学を読む』彩流社、2002
- 『摂理をしるべとして ミルトン研究会記念論文集』野呂有子共編 リーベル出版、2003

### 翻訳
- フランク・カーモード『ダン』英文学ハンドブックー「作家と作品」シリーズ　研究社、1971
- スタンレー・ハイマン『批評の方法 4 エリオットの方法』山形和美共訳 大修館書店、1974
- ミルトン『イングランド宗教改革論』原田純、田中浩共訳 未来社、1976
- ミルトン『楽園の喪失 ミルトン 大修館書店、1978
- ミルトン『楽園の回復・闘技士サムソン ミルトン 大修館書店、1982
- ジョン・ミルトン『教会統治の理由』田中浩共訳 未来社、1986
- 『マタイ福音書 マシュー・ヘンリ注解書』1-3 すぐ書房、1988-91
- ジョン・ミルトン『離婚の自由について マーティン・ブーサー氏の判断』田中浩共訳 未来社、1992
- ヘレン・ガードナー『宗教と文学』監訳 彩流社、1997
- リーランド・ライケン『聖書の視座から人間の経験をよむ』監訳 すぐ書房、1998
- ジョン・ミルトン『離婚の教理と規律』佐野弘子,田中浩共訳. 未來社、1998
- 『澤山保羅 現代日本のポウロ』成瀬仁蔵共訳 日本女子大学、2001
- ホッブズ『哲学者と法学徒との対話 イングランドのコモン・ローをめぐる』田中浩、重森臣広共訳 2002 岩波文庫
- ジョン・ミルトン『イングランド国民のための第一弁護論および第二弁護論』野呂有子共訳 聖学院大学出版会、2003
- 『マタイ福音書 マシュー・ヘンリ注解書』4-6、8 池貝眞知子共訳. すぐ書房、2003-08
- リアンダー・E.ケック他『NIB新約聖書注解　聖書総論』共訳 ATD・NTD聖書註解刊行会、2006
- 『マタイ福音書 マシュー・ヘンリ注解書 7』清水貴生共訳 すぐ書房、2006
- 『マタイ福音書 マシュー・ヘンリ注解書 9』池貝眞知子、清水貴生共訳 すぐ書房、2009
- ホッブズ『法の原理 人間の本性と政治体』田中浩, 重森臣広共訳　岩波文庫 2016

## 参考
- 新井明教授略歴 (新井明教授記念論文集) 日本女子大学英米文学研究 2000-03
- 新井明学長インタビュー「木を育てるように」 - 敬和学園大学